# Реактив Эллмана
Реактив Эллмана или 5,5'-дитиобис-(2-нитробензойная кислота) (ДТНБ) — химическое соединение, используемое для количественного анализа тиоловых групп в образце. Широко используется в биохимии для определения содержания цистеинов в белках и пептидах. Метод был предложен Джорджем Л. Эллманом в 1959 году.

## Приготовление
В оригинальной статье Эллмана описывается, что он приготовил этот реактив, окислив 2-нитро-5-хлорбензальдегид до карбоновой кислоты, и ввёл тиоловую группу через сульфид натрия, а затем соединил два мономера, окислив их йодом. В наше время этот реактив можно приобрести в готовом виде.

## Тест Эллмана
При реакции сульфгидрильных (тиоловых) групп с реактивом Эллмана происходит разрыв дисульфидной связи в реактиве, и образуется 2-нитро-5-тиобензойная кислота, которая легко переходит в хиноидную форму в воде при нейтральных и щелочных рH и имеет ярко-жёлтую окраску.

Реакция протекает быстро и со стехиометрией один к одному. Образовавшийся продукт в хиноидной форме (тионитрофильный анион) обладает сильным поглощением при 412 нм и может количественно определяться при помощи спектрофотометра. Для разбавленных буферных растворов используется молярный коэффициент экстинкции 14,150 M−1 см−1, а для растворов с высокой концентрацией солей, например в растворе 6-ти молярного гуанидин хлорида или мочевины — 13,700 M−1 см−1. К несчастью, в оригинальной работе 1959 года коэффициент экстинкции для разбавленных растворов был занижен до 13,600 M−1 см−1,  и эта ошибка со временем закрепилась в литературе. Коммерческий ДТНБ не всегда полностью чист, поэтому для получения точных и воспроизводимых результатов его следует перекристаллизовать.
Реактив Эллмана позволяет измерить концентрации низкомолекулярных тиолов, таких как глутатион, при этом производить измерения можно как в чистом растворе так и в биологическом образце, например в крови.
Реактив Эллмана используют при определении активности глутатионпероксидазы; при этом для измерения активности изоферментов с широкой тиоловой специфичностью может быть использован не только глутатион, но также цистеин и гомоцистеин, благодаря равноэффективности реактива Эллмана для определения концентрации любого из тиолов.

## Внешние ссылки
- Quantitation of sulfhydryls DTNB, Ellman’s reagent (с неправильным коэффициентом поглощения)